# خرف دلالة الرموز
خرف دلالة الرموز (Semantic dementia) (SD) هو اضطراب تنكسي عصبي مترق يتسم بفقد الذاكرة الدلالية في المجالات اللفظية وغير اللفظية. والأعراض الأكثر شيوعًا هي في المجال اللفظي (مع فقد معنى الكلمة) وتتسم بكونها حبسة (فقد القدرة على الكلام) أولية تدريجية.
وفي بعض الأحيان تظهر على مرضى خرف دلالة الرموز أعراض خلل القراءة السطحية، وهو عبارة عن ضعف انتقائي نسبيًا في قراءة الكلمات قليلة التكرار ذات التطابقات الاستثنائية أو غير العادية.
يُعتبر خرف دلالة الرموز واحد من بين ثلاث متلازمات سريرية مرتبطة التنكس الفصي الصدغي الأمامي الجانبي. وخرف دلالة الرموز هو متلازمة محددة سريريًا، ولكنه يرتبط في الغالب بضمور الفص الصدغي (الفص الأيسر أكبر من الأيمن) وبالتالي يُسمى أحيانًا باسم التنكس الفصي الصدغي الأمامي الجانبي متغير الفص (tvFTLD).
وكان أول من وصف هذه الحالة المرضية هو أرنولد بيك (Arnold Pick) عام 1904 ولكن في العصر الحديث تم تحديد سماته من قِبل البروفيسور إليزابيث وارينغتون (Elizabeth Warrington) عام 1975 ولكن لم يتم إعطاؤه اسم خرف دلالة الرموز إلا في عام 1989. وجرت الإشارة إلى العلاقة بينه وبين ضمور الفص الصدغي من قِبل البروفيسور جون هودجز (John Hodges) وزملاؤه عام 1992 في توصيف كلاسيكي للسمات السريرية والعصبية النفسية.

## العلامات والأعراض
غالبًا ما يشتكي المرضى بخرف دلالة الرموز بصعوبات في إيجاد الكلمات. تتضمن الأعراض السريرية حُبسة مصحوبة بالطلاقة وفقد التسمية وضعف فهم معاني الكلمات والعمه البصري الترافقي (عدم القدرة على مطابقة الصور أو ألأشياء المرتبطة دلاليًا). ومع تقدم المرض، تظهر عادة تغيرات سلوكية وتغيرات في الشخصية مماثلة لتلك التغيرات التي تُلاحظ في الخرف الجبهي الصدغي على الرغم من أنه تم وصف حالات خرف دلالة الرموز «خالصة» مع أعراض سلوكية متأخرة قليلة.

## علم النفس العصبي
يؤدي المرضى بشكل ضعيف عند إجراء اختبارات المعرفة الدلالية. وتتضمن الاختبارات المنشورة مهام لفظية وغير لفظية، على سبيل المثال، The Warrington Concrete and Abstract Word Synonym Test, and The Pyramids and Palm Trees task (Howard and Patterson, 1992)
وسوف تكشف الفحوصات أيضًا أوجه القصور في تسمية الصور (مع ارتكاب أخطاء دلالية على سبيل المثال، تسمية «كلب» لصورة «فرس النهر») وتراجع الطلاقة.

## التصوير
يبين التصوير بالرنين المغناطيسي الهيكلي نمطًا مميزًا للضمور في الفصوص الصدغية (غالبًا في اليسار) مع وجود جزء داخلي أكبر من الجزء العلوي وضمور الفص الصدغي الأمامي بشكل أكبر من الخلفي. وهذا يميزه عن مرض الزهايمر. وأكدت التحليلات القائمة على تجميع نتائج الأبحاث المستقلة التي تم إجراؤها بالتصوير بالرنين المغناطيسي ودراسات FDG-PET هذه النتائج عن طريق تحديد البدائل في الأقطاب الصدغية الداخلية واللوز العصبي (amygdalae) باعتبارها النقاط الساخنة للمرض - مناطق بالمخ تمت مناقشتها في سياق المعرفة الإدراكية ومعالجة المعلومات الدلالية والإدراك الاجتماعي. واستنادًا إلى طرق التصوير هذه، يمكن فصل خرف دلالة الرموز عن الأنواع الفرعية الأخرى للتنكس الفصي الجبهي الصدغي والخرف الجبهي الصدغي وحُبسة فقدان الطلاق التدريجية.

## علم الأمراض
سوف يعاني غالبية المرضى المصابين بخرف دلالة الرموز من اليوبيكويتين الموجب وTDP-43 الموجب ومشتملات تاو-السلبي، على الرغم من أن باثولوجيات أخرى قد تم وصفها بشكل أقل تكرارًا، وتحديدًا داء بيك ذي تاو الموجب ومرض الزهايمر.

## علم الوراثة
من بين جميع متلازمات التنكس الفصي الجبهي الصدغي فإن خرف دلالة الرموز تُعتبر الأقل احتمالاً للظهور لدى العائلات وعادة ما تكون متفرقة.

## المعالجة
لا توجد حاليًا معالجة شافية معروفة لهذه الحالة. وتُعتبر الرعاية المساندة أمرًا ضروريًا في مشكلة موهنة إلى حد كبير.

## كتابات أخرى
- Gliebus G (مارس 2010). "Primary progressive aphasia: clinical, imaging, and neuropathological findings". Am J Alzheimers Dis Other Demen. ج. 25 ع. 2: 125–7. DOI:10.1177/1533317509356691. PMID:20124255.
- Henry ML, Beeson PM, Rapcsak SZ (فبراير 2008). "Treatment for anomia in semantic dementia". Semin Speech Lang. ج. 29 ع. 1: 60–70. DOI:10.1055/s-2008-1061625. PMC:2699352. PMID:18348092.{{استشهاد بدورية محكمة}}:  صيانة الاستشهاد: أسماء متعددة: قائمة المؤلفين (link)
- Henry ML, Gorno-Tempini ML (ديسمبر 2010). "The logopenic variant of primary progressive aphasia". Curr. Opin. Neurol. ج. 23 ع. 6: 633–7. DOI:10.1097/WCO.0b013e32833fb93e. PMC:3201824. PMID:20852419.
- Reilly J, Rodriguez AD, Lamy M, Neils-Strunjas J (2010). "Cognition, language, and clinical pathological features of non-Alzheimer's dementias: an overview". J Commun Disord. ج. 43 ع. 5: 438–52. DOI:10.1016/j.jcomdis.2010.04.011. PMC:2922444. PMID:20493496.{{استشهاد بدورية محكمة}}:  صيانة الاستشهاد: أسماء متعددة: قائمة المؤلفين (link)
- Rohrer JD, Knight WD, Warren JE, Fox NC, Rossor MN, Warren JD (يناير 2008). "Word-finding difficulty: a clinical analysis of the progressive aphasias". Brain. ج. 131 ع. Pt 1: 8–38. DOI:10.1093/brain/awm251. PMC:2373641. PMID:17947337.{{استشهاد بدورية محكمة}}:  صيانة الاستشهاد: أسماء متعددة: قائمة المؤلفين (link)

## وصلات خارجية
- The Association for Frontotemporal Dementias
- UCSF Memory and Aging Center and FTD videos
- Mayo Clinic - FTD Info